# Sobás
Sobás – miejscowość w Hiszpanii, w Aragonii, w prowincji Huesca, w comarce Alto Gállego, w gminie Yebra de Basa, 60 km od miasta Huesca.
Według danych INE z 1991 roku miejscowość zamieszkiwało 17 osób, a z 1999 roku - 27 osób. Wysokość bezwzględna miejscowości jest równa 1 060 metrów.